# Belgioioso
Belgioioso hay Belgiojoso là một thị trấn ở tỉnh Pavia, vùng Lombardia phía bắc Italia. Dân số đô thị này là 5.914 người (năm 2005).
Đô thị này có vị trí 12 km về phía đông của thành phố Pavia, giữa sông Olona và sông Po. Do vị trí địa lý, thị trấn này đã trở thành một khu ngoại ô phía nam của thành phố Milano.
Belgioioso được biết đến với tòa lâu đài thời Trung cổ, thuộc dòng họ Belgiojoso. Francis I của Pháp đã bị giam ở đó sau trận Pavia.